# Caiac canoe la Jocurile Olimpice de vară din 2012
Probele sportive de caiac-canoe la Jocurile Olimpice de vară din 2012 s-au desfășura în perioada în perioada 29 iulie - 11 august 2012 la Londra, Marea Britanie. Probele de slalom au avut loc în perioada 29 iulie - 1 august, iar probele de ștafetă în perioada 6-11 august 2012.

## Competiția
330 de sportivi au participat la probele sportive de caiac-canoe. Finala la sprint care în 2008 a fost de 500 de metri distanța, a fost redusă la 200 de metri.

### Slalom
| Eveniment         | Numărul de bărci | Numărul de sportivi |
| K-1               | 21               | 21                  |
| C-1               | 16               | 16                  |
| C-2               | 24               | 12                  |
| Probele masculine | 61               | 49                  |
| K-1 feminin       | 21               | 21                  |
| Probele feminine  | 21               | 21                  |
| Toate probele     | 82               | 70                  |

### Ștafetă
| Eveniment         | Numărul de bărci | Numărul de sportivi |
| K-1 200 m         | 14               | 14                  |
| K-1 1000 m        | 14               | 14                  |
| K-2 200 m         | 20               | 10                  |
| K-2 1000 m        | 20               | 10                  |
| K-4 1000 m        | 40               | 10                  |
| C-1 200 m         | 13               | 13                  |
| C-1 1000 m        | 13               | 13                  |
| C-2 1000 m        | 24               | 12                  |
| Probele masculine | 158              | 96                  |
| K-1 200 m         | 14               | 14                  |
| K-1 500 m         | 14               | 14                  |
| K-2 500 m         | 20               | 10                  |
| K-4 500 m         | 40               | 10                  |
| Probele feminine  | 88               | 48                  |
| Total probe       | 246              | 144                 |

## Medaliați

### Slalom
| Probă        | Aur                                                    | Argint                                                   | Bronz                                                    |
| C-1 masculin | Tony Estanguet · Franța (FRA)                          | Sideris Tasiadis · Germania (GER)                        | Michal Martikán · Slovacia (SVK)                         |
| C-2 masculin | Marea Britanie (GBR) · Timothy Baillie · Etienne Stott | Marea Britanie (GBR) · David Florence · Richard Hounslow | Slovacia (SVK) · Pavol Hochschorner · Peter Hochschorner |
| K-1 masculin | Daniele Molmenti · Italia (ITA)                        | Vavřinec Hradilek · Cehia (CZE)                          | Hannes Aigner · Germania (GER)                           |
| K-1 feminin  | Émilie Fer · Franța (FRA)                              | Jessica Fox · Australia (AUS)                            | Maialen Chourraut · Spania (ESP)                         |

### Sprint
Masculin
| Probă               | Aur                                                                      | Argint                                                                       | Bronz                                                                 |
| C-1 200 m masculin  | Yuriy Cheban (UKR)                                                       | Jevgenij Shuklin (LTU)                                                       | Ivan Shtyl (RUS)                                                      |
| C-1 1000 m masculin | Sebastian Brendel (GER)                                                  | David Cal (ESP)                                                              | Mark Oldershaw (CAN)                                                  |
| C-2 1000 m masculin | Peter Kretschmer și Kurt Kuschela (GER)                                  | Andrei Bahdanovich și Aliaksandr Bahdanovich (BLR)                           | Alexey Korovashkov și Ilya Pervukhin (RUS)                            |
| K-1 200 m masculin  | Ed McKeever (GBR)                                                        | Saúl Craviotto (ESP)                                                         | Mark de Jonge (CAN)                                                   |
| K-1 1000 m masculin | Eirik Verås Larsen (NOR)                                                 | Adam van Koeverden (CAN)                                                     | Max Hoff (GER)                                                        |
| K-2 200 m masculin  | Alexander Dyachenko și Yury Postrigay (RUS)                              | Raman Piatrushenka și Vadzim Makhneu (BLR)                                   | Liam Heath și Jon Schofield (GBR)                                     |
| K-2 1000 m masculin | Rudolf Dombi și Roland Kökény (HUN)                                      | Fernando Pimenta și Emanuel Silva (POR)                                      | Andreas Ihle și Martin Hollstein (GER)                                |
| K-4 1000 m masculin | Australia (AUS) · Tate Smith · Dave Smith · Murray Stewart · Jacob Clear | Ungaria (HUN) · Zoltán Kammerer · Dávid Tóth · Tamás Kulifai · Dániel Pauman | Cehia (CZE) · Daniel Havel · Lukáš Trefil · Josef Dostál · Jan Štĕrba |

Feminin
| Probă             | Aur                                                                                     | Argint                                                                                      | Bronz                                                                               |
| K-1 200 m feminin | Lisa Carrington (NZL)                                                                   | Inna Osypenko-Radomska (UKR)                                                                | Natasa Dusev-Janics (HUN)                                                           |
| K-1 500 m feminin | Danuta Kozák (HUN)                                                                      | Inna Osypenko-Radomska (UKR)                                                                | Bridgitte Hartley (RSA)                                                             |
| K-2 500 m feminin | Franziska Weber și Tina Dietze (GER)                                                    | Katalin Kovács și Natasa Dusev-Janics (HUN)                                                 | Beata Mikołajczyk și Karolina Naja (POL)                                            |
| K-4 500 m feminin | Ungaria (HUN) · Gabriella Szabó · Danuta Kozák · Katalin Kovács · Krisztina Fazekas Zur | Germania (GER) · Carolin Leonhardt · Franziska Weber · Katrin Wagner-Augustin · Tina Dietze | Belarus (BLR) · Iryna Pamialova · Nadzeya Papok · Volha Khudzenka · Maryna Pautaran |

## Clasament pe medalii
| Loc   | Țară           | Aur | Argint | Bronz | Total |
| ----- | -------------- | --- | ------ | ----- | ----- |
| 1     | Germania       | 3   | 2      | 3     | 8     |
| 2     | Ungaria        | 3   | 2      | 1     | 6     |
| 3     | Marea Britanie | 2   | 1      | 1     | 4     |
| 4     | Franța         | 2   | 0      | 0     | 2     |
| 5     | Ucraina        | 1   | 2      | 0     | 3     |
| 6     | Australia      | 1   | 1      | 0     | 2     |
| 7     | Rusia          | 1   | 0      | 2     | 3     |
| 8     | Italia         | 1   | 0      | 0     | 1     |
| 8     | Noua Zeelandă  | 1   | 0      | 0     | 1     |
| 8     | Norvegia       | 1   | 0      | 0     | 1     |
| 11    | Belarus        | 0   | 2      | 1     | 3     |
| 11    | Spania         | 0   | 2      | 1     | 3     |
| 13    | Canada         | 0   | 1      | 2     | 3     |
| 14    | Cehia          | 0   | 1      | 1     | 2     |
| 15    | Lituania       | 0   | 1      | 0     | 1     |
| 15    | Portugalia     | 0   | 1      | 0     | 1     |
| 17    | Slovacia       | 0   | 0      | 2     | 2     |
| 18    | Polonia        | 0   | 0      | 1     | 1     |
| 18    | Africa de Sud  | 0   | 0      | 1     | 1     |
| Total | Total          | 16  | 16     | 16    | 48    |